# Saint-Germain-du-Pert
Saint-Germain-du-Pert è un comune francese di 176 abitanti situato nel dipartimento del Calvados nella regione della Normandia.

## Società

### Evoluzione demografica
Abitanti censiti